# Markéta Reindlová
Markéta Schley Reindlová (* 1975 v Plzni) je česká varhanice, žijící v německém Bamberku. Jedná se o špičkovou interpretku, která získala řadu mezinárodních ocenění. V současné době zastává funkci ředitelky kůru v bamberském chrámu Erlöserkirche. Kromě sólových vystoupení spolupracuje i se svým bratrem Tomášem Reindlem v autorském projektu Trans-organic.

## Studium
- 1989 – 1995 Konzervatoř Plzeň (klavír – Anna Černá, varhany – Jitka Chaloupková)
- 1995 – 2000 Hudební fakulta AMU v Praze (varhany – Jan Hora)
- 2001 – 2005 Nadstavbové studium "Künstlerische Ausbildung" a „Solistenklasse/Konzertexamen“ na Hochschule für Kirchenmusik Heidelberg (Martin Sander)

## Ocenění
- 1994 – 2. cena ze Soutěže mladých varhaníků v Opavě
- 2002 – 4. cena z "Arthur Piechler Internationaler Orgelwettbewerb" v Landau (Bavorsko)
- 2003 – 1. cena a Cena publika na festivalu "Festival van Vlaanderen Musica Antiqua" v belgických Brugách
- 2004 – 4. cena a Cena publika na Mezinárodní varhanní soutěži Musashino-Tokio v Japonsku
- 2007 – 1. cena a Cena publika na mezinárodní soutěži "Orgue sans frontiers" v Dudelange (Lucembursko).